# Borzonasca
Borzonasca (en ligur Borsonasca o Borzonasca) és un comune italià, situat a la regió de la Ligúria i a la ciutat metropolitana de Gènova. El 2011 tenia 2.131 habitants. Limita amb les comunes de Mezzanego, Ne, Rezzoaglio, San Colombano Certenoli, Santo Stefano d'Aveto, Tornolo i Varese Ligure.

## Geografia
Situat a l'alta vall Sturla, a l'est de Gènova, compta amb una superfície de 80,51 km² i les frazioni d'Acero, Brizzolara, Belpiano, Bertigaro, Borzone, Caregli, Giaiette, Levaggi, Montemoggio, Temossi i Sopralacroce.

## Ciutats agermanades
- Yara, Cuba